# 13. komnata
13. komnata je pořad České televize vysílaný od 3. ledna 2006 na kanále ČT1. Třicetiminutové díly se věnují obtížnějším životním obdobím známých českých osobností. Původně se mělo natočit pouze 13 dílů, ale z projektu nakonec vznikl pravidelný televizní pořad. Do roku 2025 vzniklo už 21 sérií. Na pořadu autorsky spolupracuje televizní moderátorka Iveta Toušlová. V roce 2010 byla vydána kniha 13. komnata – Léčba příběhem, později 13. komnata 2, 13. komnata 3 a Z 13. do 14. komnaty - Další rány osudu.